# Paris-Roubaix 1982
Paris-Roubaix 1982 a fost a 80-a ediție a Paris-Roubaix, o cursă clasică de ciclism de o zi din Franța. Evenimentul a avut loc pe 18 aprilie 1982 și s-a desfășurat pe o distanță de 270,5 de kilometri de la Compiègne până la velodromul din Roubaix. Câștigătorul a fost Jan Raas din Țările de Jos de la echipa Raleigh-Campagnolo.

## Rezultate
| Loc | Concurent                | Echipă             | Timp       |
| --- | ------------------------ | ------------------ | ---------- |
| 1   | Jan Raas (NED)           | Raleigh-Campagnolo | 7h 21' 50" |
| 2   | Yvon Bertin (FRA)        | Co-Op              | +16"       |
| 3   | Gregor Braun (GER)       | Capri-Sonne        | +16"       |
| 4   | Stefan Mutter (SUI)      | Puch               | +16"       |
| 5   | Eddy Planckaert (BEL)    | Wickes             | +37"       |
| 6   | Roger de Vlaeminck (BEL) | Daf                | +37"       |
| 7   | Marc Sergeant (BEL)      | Boule d'Or         | +37"       |
| 8   | Ludo Peeters (BEL)       | Raleigh-Campagnolo | +37"       |
| 9   | Bernard Hinault (FRA)    | Renault-Gitane     | +37"       |
| 10  | Francesco Moser (ITA)    | Famcucine          | +1' 37"    |